# Радован Кнежевић Тихи
Радован Кнежевић Тихи (Котурић, код Дарувара, 7. октобар 1916 — Осијек, 18. децембар 1988) био је учесник Народноослободилачке борбе, генерал-мајор ЈНА и народни херој Југославије.

## Биографија
Рођен је 7. октобра 1916. године у Котурићу, код Дарувара. Неколико година пред рат, завршио је Ваздухопловну школу и постао активни подофицир-нелетач у Краљевском ратном ваздухопловству Југословенске војске.
Априла 1941. године, приликом напада на Југославију, пао је у немачко, а затим у италијанско заробљеништво и био заточен у Сарајеву и Београду, одакле је после неколико месеци побегао и вратио се кући, у Котурић. На Равној гори је нашао сигурно склониште од изненадних усташких напада. Октобра 1941. године приступио је Народноослободилачком покрету (НОП). Радио је на организовању дојавне службе и смештању резервних намирница и одеће. После успостављања везе с руководиоцима НОП-а, учествовао је и у акцијама прикупљања оружја и муниције, те је организовао људе за оружани отпор.
Децембра 1941. године приступио је Папучкој чети Првог славонског батаљона. Крајем 1941. и почетком 1942. године, постављен је за курира између Суњске и Папучке чете, а истовремено је радио и на новој мобилизацији људи за војску. Фебруара 1942. године, враћен је у јединицу и постављен за командира Треће чете Другог батаљона Славонског партизанског одреда, у којој је, маја исте године, на Враном Камену, примљен у Комунистичку партију Југославије (КПЈ).
Учествовао је, као борац Папучке оружане групе, у акцији на Бучју и у нападу на село Врховце, 1941. године. Као командир чете, учествовао је у борбама на Бастаима и Поповцима и у непријатељској офанзиви против славонских партизана, априла 1942. године. После борби за Џуловац и Сираче, предводио је, као командант, батаљон у рушењу железничке пруге Београд–Загреб. Често је изводио нападе на ту, за окупатора важну, саобраћајницу, тако да је непријатељски транспорт на тој прузи био често у прекиду. Успешно је руководио Омладинском бригадом у борбама за Воћин, Окучане, Вировитицу и Гарешницу.
Од маја 1942. године био је командант Трећег батаљона Славонског партизанског одреда, од средине 1942. године командант Другог одреда Треће оперативне зоне, а од пролећа 1943. године командант Шеснаесте омладинске бригаде „Јожа Влаховић“. После тога, био је оперативни официр дивизије, па заменик и напослетку вршилац дужности команданта Дванаесте дивизије НОВЈ.

### Послератни период
После рата био је командант дивизије, помоћник начелника управе у Државном секретаријату за народну одбрану (ДСНО), командант Војног одсека и на другим дужностима у Југословенској народној армији (ЈНА). Пензионисан је у чину генерал-мајора ЈНА, 1965. године, након чега је живео у Београду.
Умро је 18. децембра 1988. у Осијеку. Сахрањен је на Гробљу Свете Ане у Осијеку.
Носилац је Партизанске споменице 1941. и многих југословенских одликовања, међу којима су — Орден партизанске звезде са сребрним венцем, Орден заслуга за народ са сребрним зрацима, Орден братства и јединства са сребрним венцем и Орден за храброст. Од иностраних одликовања, истиче се бугарски Орден за храброст. Орденом народног хероја одликован је 27. новембра 1953. године.